# Протистояння (фільм, 2014)
«Протистояння» (оригінальна назва: англ. Stand) — французький фільм-драма режисера Джонатана Тайєба знятий 2014 року в Україні. Світова прем'єра фільму відбулася 20 червня 2014 року у рамках найбільшого ЛГБТ-кінофестивалю Frameline (Сан-Франциско, США). Фільм брав участь у міжнародному конкурсі ЛГБТ-фільмів «Sunny Bunny» («Сонячний зайчик») в рамках 44-го кінофестивалю «Молодість» у Києві, 2014.

## Синопсис
У центрі сюжету фільму історія російської гей-пари, яка живе у Москві здавалося б без проблем, не афішуючи своїх відносин. Якось Антон (Ренат Шутєєв) і Влад (Андрій Курганов) стають свідками гомофобного нападу. Антон хоче вийти з дому, щоб допомогти жертві, але Влад не радить йому цього робити. Через кілька днів, під час вечірки з друзями, хлопці дізнаються, що в лікарні в комі знаходиться жертва побиття, свідками якого вони стали. Антон хоче зустрітися з побитими, але не встигає, той помирає. Це спонукає пару розслідувати злочини на ґрунті ненависті відносно гомосексуалів у сучасній Росії.

## Історія створення
Зйомки фільму проходили у 2013 році в Харкові (Україна), куди знімальна група приїхала, не афішуючи своїх планів і не попередивши місцеву владу про те, що має намір знімати повнометражний художній фільм. Вибір українського міста для зйомок було зроблено з урахуванням набагато більшого ступеня свободи ніж в Росії та з практичних міркувань — більш дешевої та простішої організації знімального процесу в Україні. Крім того, за словами режисера Джонатана Тайєба в «Україні все ж якось спокійніше, немає відчуття, що тебе можуть у будь-який момент заарештувати за пропаганду гомосексуальності». Частину кадрів стрічки було знято у Москві.
У масовці фільму взяло участь близько 50-ти харків'ян, яких підбирали без строгого кастингу. Головні ролі у стрічці виконали російські актори Ренат Шутєєв та Андрій Курганов, а також уродженець Донецька Андрій Кошман.
Для показу фільму, знятого російською мовою, у Франції режисер Д. Тайєб вирішив залишити англійську версію назви фільму «Stand», що, на його думку, містить в собі деяку двоїстість, залишаючи глядачеві простір для вільної інтерпретації. Д. Тайєб: «Встати на ноги, піднятися, тримати голову прямо, зайняти ту або іншу позицію, зупинитися — це слово може означати багато що. Я вирішив залишити англійську назву для фільму, що демонструється у Франції, знятого на Україні, про Росію». За словами режисера це ще раз підкреслює міжнародний характер фільму.

## В ролях
| Актор(ка)          |   | Роль          |
| ------------------ | - | ------------- |
| Ренат Шутєєв       | … | Антон         |
| Андрій Курганов    | … | Влад          |
| Андрій Кошман      | … | Андрій        |
| Катерина Руснак    | … | Катя          |
| Вероніка Меркулова | … | Ольга         |
| Євген Баранов      | … | Артіум        |
| Тетяна Баранова    | … | сестра Миколи |
| Данило Баранов     | … | брат Миколи   |
| Наталія Баранова   | … | мати Миколи   |
| Еллен Слюсарчі     | … | Ольга         |

## Визнання
| Нагороди та номінації фільму «Протистояння!» | Нагороди та номінації фільму «Протистояння!»                              | Нагороди та номінації фільму «Протистояння!» | Нагороди та номінації фільму «Протистояння!» | Нагороди та номінації фільму «Протистояння!» | Нагороди та номінації фільму «Протистояння!» |
| Рік                                          | Нагорода                                                                  | Категорія                                    | Номінант                                     | Результат                                    |                                              |
| -------------------------------------------- | ------------------------------------------------------------------------- | -------------------------------------------- | -------------------------------------------- | -------------------------------------------- | -------------------------------------------- |
| 2014                                         | Міжнародний кінофестиваль лесбійських та гей-фільмів у Сан-Франциско      | Приз глядацьких симпатій                     | Протистояння                                 | Номінація                                    |                                              |
| 2014                                         | Міжнародний кінофестиваль Квір-фільмів Queer Lisboa (Лісабон, Португалія) | Приз журі за найкращий фільм                 | Протистояння                                 | Номінація                                    |                                              |
| 2014                                         | Міжнародний кінофестиваль гей-фільмів Serile Filmului (Румунія)           | Найкращий художній фільм                     | Протистояння                                 | Перемога                                     |                                              |
| 2014                                         | 44-й Київський міжнародний кінофестиваль Молодість (Київ)                 | Приз Sunny Bunny                             | Протистояння                                 | Номінація                                    |                                              |